# 精霊特捜フェアリィセイバー
精霊特捜フェアリィセイバー（せいれいとくそう- ）シリーズ は、上藤政樹の成人向け漫画作品で、彼の代表作である。

## 概要
1991年末に同人誌で最初の作品が発表され、その後、代理原稿用の穴埋め漫画として各雑誌に作品が掲載された。当時、それぞれは別個の読み切り作品として扱われたが、各作品は同一の世界観をベースに、時系列に沿って描かれたため、やがて読者にはそれが一連のシリーズである事が認知されるようになり、人気を博していった。作者自身は、単行本の後書きにて、これら初期の各誌散り散りに掲載されていた状況を「さすらいの連載」と自嘲的に言及している。その後、正式に連載作品として描かれるようになり、2005年頃に開始した「フェアリィセイバーW」シリーズからは主に単行本書き下ろしという形で発表が続けられている。
2013年現在で単行本にして40巻を越える分量を誇り、長編作品がほとんど存在しない18禁漫画業界では極めて珍しい大作となっている。また上藤政樹の様々な作品（グランパス、人妻戦士ケイコ、マジカルナース、マジカルポリス、姫忍舞影、等々）とクロスオーバーしている。
作品の成り立ちからコミカルな雰囲気の短編の読み切りエピソードが多いが、各短編にシリーズ全体を通じた陰謀の伏線が織り込まれていたりする。その陰謀が本格的に表面に出てくるとヒロイン全員を巻き込んだシリアスな展開の作風となる。
かなり多数の単行本が発行されているが、成人向け漫画では巻数の多い長編作品は敬遠されがちであるため「第〇巻」という表現を避ける傾向にあり、巻数表記がないため順番が分かりにくい。しかし長編作品として巻を跨いだ物語の大きな流れは存在するものの、基本的に単行本1冊1冊で完結した作品として楽しめる様にも作られている。

## 設定
強力な霊能力を持つ巫女の家系であり、魔を祓うことを生業としてきた「倭守」一族のヒロイン達を主役とした作品群。
作品毎に主役は異なるが設定はほぼ一貫している。（ごく些細な設定の食い違いは存在する）
作品内の時間は、夕子の世代を中心とした親子3代、数十年間にも及ぶ。

## ストーリー
メインヒロイン倭守夕子を中心とする倭守一族と、日本各地に潜む妖怪や怪異、そして、それら異形の力を悪用した宗教組織などとの戦いが描かれる。掲載初期の段階では、1話読み切りの妖怪退治形式でのストーリーが多かったが、雑誌連載が行われていた頃には、敵対勢力との戦いが、連続するストーリーとして描かれた。また、敵として登場するキャラクターが、ヒロインである倭守夕子の霊力を受け継いだ強大な妖怪を得るため、彼女を強制的に妊娠させようと策を巡らせる事もある。連載終盤は巨大ロボットの登場など作者独自の世界観を描く事に注力されたため、ポルノ的要素は大幅に薄れている。

## 登場人物

### 倭守一族
この一族の女性は強力な霊能力を持つ巫女であり、約1000年前から代々、その能力を駆使して魔を祓うことを生業としてきた。
倭守一族の霊力は女性にだけ受け継がれる。
約500年前に血筋が分かれた「美剣」一族も強力な霊能力を持っており、倭守一族に協力している。また別作品（転身巫女椎菜）に登場する「姫神」一族も関連が有るらしい。他の分家として「菅沼」などが有る。分家出身の者は本家の者と比べ、半分の霊力しか持たないが、その代わり霊力以外の特殊能力を持つ者が多い。
一族の姓は「倭守」と書き、「しず」と読む。色々な理由から戸籍上は「志津」という字を使っており、日常生活は「志津」で通している。かつては、一族だけに伝わる極めて難解な字体で姓を表記していたが、夕子の世代以降は既に使わなくなっている。各ヒロインは幾つもの名前を持っている。
倭守一族のヒロイン達は妖魔との戦闘に際し霊力を何倍にも増幅する聖霊衣を着用する(ただし露出度は極めて高い)。また「昇華転神」と呼ぶ2段変身で「〇〇王」という姿に変身し超絶的なマスターパワーを発揮できるが、この姿で戦うと全霊力を使い果たしてしまい、その後2～3日は眠り続けるほど衰弱するため、敵の真っ只中で戦闘不能になってしまう危険が有り、諸刃の剣である。
高位の霊力を持つヒロイン達が妖怪の子を孕んでしまうと極めて強力な妖怪が生まれるため、妖怪達が彼女らを妊娠させようと様々な罠をしかけてくることがシリーズの主要テーマとなっている。また、妖怪の子を中絶すると強力な悪霊に成るため、いったん妊娠したら中絶できない。ヒロイン達は胎内に結界を張っているため霊力が続く限り犯されても妊娠しない設定であるが、霊力が尽きてしまったり、胎内結界を破る罠などにより、しばしば妊娠の危機にさらされる。実際に何人かのヒロインは妊娠させられてしまっている。

#### 倭守一族およびその親族
倭守夕子（志津由愛子）（精霊特捜フェアリィセイバー）（精霊王）
最も多くの作品に主役として登場するメインヒロイン。シリーズの主役でありながら、妖怪により懐妊させられてしまった初のヒロインでもある。
心霊雑誌の専属霊能者をしながら、除霊の仕事をしている。大人っぽい美人でスタイルも良く、霊能者としてはかなり有名であるが、初期シリーズでは実は正体を隠して高校に通う女子高生（高2）であった。倭守一族で最強の霊能力を持つ。
妖鬼教団絡みの事件には我を忘れる傾向がある。妖鬼教団との戦いで霊力が半分以下になってしまい再修業することとなった。
脅されて「神月舞姫」という芸名でAV女優をやらされていたことがある。
わりと惚れっぽい。そのため、たびたび男に騙されて酷い目に遭っている。
初体験は妖怪によるレイプであり、その後、胎内の結界を破られ、妖怪の子を妊娠出産させられた事がトラウマになっていたが、後に克服している。
倭守さやか（志津さやか）（浅井さやか）（風霊特捜シルフィーセイバー）（風霊王）
夕子の従姉妹。夕子より5歳年上。美和子の姉。能力は高い。次期族長候補だったが、能力の限界を悟り、夕子に技を伝授した後は引退し倭守一族からは距離を置いている。担任教師の浅井努と結婚後は浅井姓になる。人妻。看護婦（婦長）。
「精霊特捜フェアリィセイバーW」シリーズでは悲劇的な運命に翻弄される。フェアリィセイバーシリーズのヒロインの中で最も可哀想な女性。
幼い頃からあまりに長期間、妖怪に犯され続けたため子を生めない身体になってしまっていた。特に、妖怪に犯されて妊娠させられてしまった際に、子宮内に宿った100体もの胎児を自らの霊力で強制堕胎したことによる強烈な呪いが最大の要因である。
不妊治療は妖怪の呪いのため効果が無く、ジドム結社の妖怪バイオ科学の力を頼ってしまう。そのため倭守一族を裏切り、一族から追放された。ジドム結社の科学力による人工授精が成功し、亜孔（夕那は「世界を滅ぼす悪魔の子」と予知）を生み落とす。彼女は夫（浅井努）の精子でその子が生まれたと思い込んでいるが、実はジドム結社の岩瀬係長の精子が使われていた。
倭守一族からは裏切り者として追われ、ジドム結社で名も知らぬ他人の子を生み、自ら手をかけ殺害した夫（浅井努）はゾンビとして復活したあげく対立する真妖鬼教団の教祖になるという、壮絶すぎる悲劇的な展開が続いている。
倭守美和子（志津美輪子）（妖精特捜エルフセイバー）（妖精王）
夕子の従姉妹。夕子より6歳年下。さやかの妹。霊能力は高い。プライドが高く夕子をライバル視している。実は寂しがり屋である。計算高く、守銭奴と呼ばれるほど金にがめつい。他のセイバーに比べ知的な戦い方をする。初期シリーズでは実はまだ小学5年生だった。妖精王に変身すると元の幼児体形とはかけ離れたスタイル抜群の超絶美女になる。犬神のことが好き。
妖鬼教団との戦いで完全に霊力を失ってしまった。その後、マジカルナースの力を得て、マジカルナースエルフ（魔法の看護婦マジカルナース二代目2号）に変身出来る様になった。
倭守了子（魅霊特捜ミスティーセイバー）（魅霊王）
夕子のはとこ。夕子より3歳年下。米国人の母親譲りの金髪・爆乳。霊力とバストサイズは倭守一族の中でトップクラスだが、かなりのドジ娘で、仲間の足を引っ張ることが多い。スタイル抜群の夕子でもかなわないほどの巨乳の持ち主だが、初期シリーズでは実はまだ中学2年生だった。
倭守亜夜野（志津綾乃）（天女セイバー1号）
夕子の母。真夜香の双子の姉。族長候補だったが一族から追放されてしまった。潜在能力は真夜香よりも上。性行為に関して極めて奔放で開放的。一族から追放されたのもそれが原因。また、一族全員の姓を「倭守」から「志津」に変えなければならなくなったのも彼女の失敗のせい。
倭守真夜香（天女セイバー2号）
倭守一族57代目の族長。さやかと美和子の母。亜夜野の双子の妹。
倭守天道
了子の父。亜夜野と真夜香の従兄弟。倭守一族の男性は短命なため、34歳で病死。彼の死が、「なぜ倭守一族に生まれた男児は短命であるか」、その原因が現代医学によって解明されるきっかけとなった。
倭守蓮菊
夕子の曾祖母。真夜香の先々代の族長。享年100。
若い頃、黒姦獣に破れ、性奴にされる。しかし、黒姦獣を打ち負かし屋敷から解放された後、倭守家に戻り族長になる。
結婚し出産した後もちょくちょく黒姦獣の屋敷を訪れて妖怪と浮気をしていた。そのケガの功名で、大戦中に倭守一族の本山が空襲を受け全滅した際、彼女と夫、娘達が生き残り、倭守一族が全滅するのを逃れている。
ジョオジョオに裏切られた後も、「元カレ」を忘れきれないでひきずっている夕子の調教を、黒姦獣に依頼した張本人。
志津美弥
美和子の娘。潜在能力は高いが、生まれる前(20年前)に倭守一族が全滅してしまって、一人だけ残されたため、霊能技の修行を受けることができず、霊能力の効果的な使い方を全く知らない。
父親が犬神龍彦かどうかは？。
倭守龍牙（竜神特捜ドラゴンセイバー）（竜神王）
夕子の従姉妹の息子。倭守一族の生まれだが、男であるため霊能力は無い。念法の修行を積んだ。女は装着できない竜闘衣を装着できる最強のセイバー。夕子より年下。夕子に気が有るらしい。三ノ宮病院に勤務するマジカルナース達に、「倭守一族に生まれた男は短命、この宿命を治療する」という名目で、医療魔法を施され、超美少女に変身するはめになってしまった。
亜夜野と真夜香の腹違いの兄の孫。
倭守水姫（志津水姫）（精霊探偵フェアリィセイント）（天使特捜エンジェルセイバー）
了子の後輩。セイバー見習い。その後、見習いを卒業してセイバーになった。
亜夜野と真夜香の腹違いの兄の孫。
倭守麗薙（朱雀聖王、フェニックスセイバー）
夕子の時代から500年程前に遡った時代の倭守一族のセイバー。美剣家の創始者である倭守美剣の実の妹。
倭守麗夕
倭守一族の創始者。巫女。
浅井夕那（聖魔特捜デモンセイバー）
夕子と妖怪「八ッ目翁」の娘。出産後、数分で急成長し中学生くらいの体格になった。額に三番目の眼を持つ。戸籍上は浅井さやかの養女。
妖怪・半妖怪の間でカリスマアイドル的な人気を誇る。ファンクラブまで出来ている。
兄と共に5000匹の妖怪を束ねている。
美剣一族
倭守一族の分家。強大な力を持つ妖怪の封印を守護するために、500年前に倭守一族から派遣された1人の巫女が土地に留まり、その子孫が永住して「美剣」を名乗る様になったのが、一族の始まり。倭守一族とは200年前に仲違いして犬猿の仲になっていたが、最近になって和解し、協力関係を築いている。
倭守美剣
500年前の巫女。美剣一族の創始者。麗薙の実姉。
美剣聖羅（せいら）
「美剣」本家の一人娘。幼児体型。ミーハーな性格。コスプレ好き（オタク）。
娘の聖薙（せいな）を産んだ後、謎の失踪を遂げる。実は、失踪の原因は、大妖怪「一眼鬼」の封印塚を「うっかり」壊してしまい、あわてて修復中に「一眼鬼」に中に引き込まれそうになり、自分もろとも「再封印」してしまった為であった。
ミーハーな性格だが、その実力は超一級。失踪からの復活時に、娘の聖薙とその使役鬼の勇鬼を絶体絶命の敗北に追い込んだ「一眼鬼」の手下達数百匹を、剣の一閃で一瞬の内に、浄化滅殺している。
美剣聖薙（せいな）
聖羅の娘。幼児体型の母に似ず豊満な体型。生真面目な性格。母とは体型も性格もあまり似ていない。
美剣聖縫（セーヌ）
「美剣」分家の娘。夕子の同級生で親友。聖羅（せいら）の失踪後、まだ幼かった聖薙（せいな）に代わって、美剣一族当主の代行を務めていた。
生真面目な優等生だが、その優等生ぶりを維持する努力を一族の人間が「当然視」して誰も評価してくれないことを、心中密かに恨んでおり、「セーヌ・アスタロテ」として、魔女になることを目指していた。
美剣聖蓮（せいれん）
「美剣」分家の娘。邪霊狩師。公安調査室の特殊テロ捜査官。
淫獣使いの組織「邪門会」に囚われて、処女を奪われ、半年間もの長きにわたり昼夜を問わず監禁調教を受け、淫獣の卵を産ませられるなど悲惨な体験をした。そのため、邪に染まった者は容赦なく殺害する暗殺者となった。
犬神龍彦の初体験の相手。
菅沼美羽（水霊特捜アクアセイバー）
倭守一族の分家の娘。織生の双子の姉。水姫の先輩で先生。二重人格気味。本家に対し強いコンプレックスを持っている。霊力とは違う念動力を使える。
菅沼織生（炎霊特捜フレイムセイバー）
倭守一族の分家の娘。美羽の双子の妹。水姫の先輩で先生。パワーだけは夕子以上。ショタコン。
（火竜特捜ファイアセイバー）
菅沼織生の弟子。倭守一族の少年。

##### 倭守一族の家系図
|  |  |        |        |        |        |        |        |                |                |                |                |                |                |              |              |              |              |              |              | 麗夕     | 麗夕     | 麗夕     | 麗夕     | 麗夕     | 麗夕     |        |        | 亜孔   | 亜孔   | 亜孔   | 亜孔   | 亜孔   | 亜孔   |        |        |        |        |        |        |        |        |  |  |  |  |  |  |        |        |        |        |        |        |      |      |          |          |          |          |          |          |    |    |          |          |          |          |          |          |  |  |  |  |
|  |  |        |        |        |        |        |        |                |                |                |                |                |                |              |              |              |              |              |              | 麗夕     | 麗夕     | 麗夕     | 麗夕     | 麗夕     | 麗夕     |        |        | 亜孔   | 亜孔   | 亜孔   | 亜孔   | 亜孔   | 亜孔   |        |        |        |        |        |        |        |        |  |  |  |  |  |  |        |        |        |        |        |        |      |      |          |          |          |          |          |          |    |    |          |          |          |          |          |          |  |  |  |  |
|  |  |        |        |        |        |        |        |                |                |                |                |                |                |              |              |              |              |              |              |          |          |          |          |          |          |        |        |        |        |        |        |        |        |        |        |        |        |        |        |        |        |  |  |  |  |  |  |        |        |        |        |        |        |      |      |          |          |          |          |          |          |    |    |          |          |          |          |          |          |  |  |  |  |
|  |  |        |        |        |        |        |        |                |                |                |                |                |                |              |              |              |              |              |              |          |          |          |          |          |          |        |        |        |        |        |        |        |        |        |        |        |        |        |        |        |        |  |  |  |  |  |  |        |        |        |        |        |        |      |      |          |          |          |          |          |          |    |    |          |          |          |          |          |          |  |  |  |  |
|  |  |        |        |        |        |        |        |                |                |                |                |                |                |              |              |              |              |              |              |          |          |          |          | 蓮菊     |          |        |        |        |        |        |        |        |        |        |        |        |        |        |        |        |        |  |  |  |  |  |  |        |        |        |        |        |        |      |      |          |          |          |          |          |          |    |    |          |          |          |          |          |          |  |  |  |  |
|  |  |        |        |        |        |        |        |                |                |                |                |                |                |              |              |              |              |              |              |          |          |          |          |          |          |        |        |        |        |        |        |        |        |        |        |        |        |        |        |        |        |  |  |  |  |  |  |        |        |        |        |        |        |      |      |          |          |          |          |          |          |    |    |          |          |          |          |          |          |  |  |  |  |
|  |  |        |        |        |        |        |        |                |                |                |                |                |                |              |              |              |              |              |              |          |          |          |          |          |          |        |        |        |        |        |        |        |        |        |        |        |        |        |        |        |        |  |  |  |  |  |  |        |        |        |        |        |        |      |      |          |          |          |          |          |          |    |    |          |          |          |          |          |          |  |  |  |  |
|  |  |        |        |        |        |        |        |                |                |                |                |                |                |              |              |              |              | (後妻)       | (後妻)       | (後妻)   | (後妻)   | (後妻)   | (後妻)   |          |          | (長男) | (長男) | (長男) | (長男) | (長男) | (長男) |        |        |        |        |        |        |        |        |        |        |  |  |  |  |  |  | (三女) | (三女) | (三女) | (三女) | (三女) | (三女) |      |      |          |          |          |          | ？       | ？       | ？ | ？ | ？       | ？       |          |          |          |          |  |  |  |  |
|  |  |        |        |        |        |        |        |                |                |                |                |                |                |              |              |              |              | (後妻)       | (後妻)       | (後妻)   | (後妻)   | (後妻)   | (後妻)   |          |          | (長男) | (長男) | (長男) | (長男) | (長男) | (長男) |        |        |        |        |        |        |        |        |        |        |  |  |  |  |  |  | (三女) | (三女) | (三女) | (三女) | (三女) | (三女) |      |      |          |          |          |          | ？       | ？       | ？ | ？ | ？       | ？       |          |          |          |          |  |  |  |  |
|  |  |        |        |        |        |        |        |                |                |                |                |                |                |              |              |              |              |              |              |          |          |          |          |          |          |        |        |        |        |        |        |        |        |        |        |        |        |        |        |        |        |  |  |  |  |  |  |        |        |        |        |        |        |      |      |          |          |          |          |          |          |    |    |          |          |          |          |          |          |  |  |  |  |
|  |  |        |        |        |        |        |        |                |                |                |                |                |                |              |              |              |              |              |              |          |          |          |          |          |          |        |        |        |        |        |        |        |        |        |        |        |        |        |        |        |        |  |  |  |  |  |  |        |        |        |        |        |        |      |      |          |          |          |          |          |          |    |    |          |          |          |          |          |          |  |  |  |  |
|  |  |        |        |        |        |        |        |                |                |                |                |                |                | 亜夜野       | 亜夜野       | 亜夜野       | 亜夜野       | 亜夜野       | 亜夜野       |          |          |          |          |          |          |        |        |        |        |        |        | 真夜香 | 真夜香 | 真夜香 | 真夜香 | 真夜香 | 真夜香 |        |        |        |        |  |  |  |  |  |  | 天道   | 天道   | 天道   | 天道   | 天道   | 天道   |      |      | ナディア | ナディア | ナディア | ナディア | ナディア | ナディア |    |    | シンシア | シンシア | シンシア | シンシア | シンシア | シンシア |  |  |  |  |
|  |  |        |        |        |        |        |        |                |                |                |                |                |                | 亜夜野       | 亜夜野       | 亜夜野       | 亜夜野       | 亜夜野       | 亜夜野       |          |          |          |          |          |          |        |        |        |        |        |        | 真夜香 | 真夜香 | 真夜香 | 真夜香 | 真夜香 | 真夜香 |        |        |        |        |  |  |  |  |  |  | 天道   | 天道   | 天道   | 天道   | 天道   | 天道   |      |      | ナディア | ナディア | ナディア | ナディア | ナディア | ナディア |    |    | シンシア | シンシア | シンシア | シンシア | シンシア | シンシア |  |  |  |  |
|  |  |        |        |        |        |        |        |                |                |                |                |                |                |              |              |              |              |              |              |          |          |          |          |          |          |        |        |        |        |        |        |        |        |        |        |        |        |        |        |        |        |  |  |  |  |  |  |        |        |        |        |        |        |      |      |          |          |          |          |          |          |    |    |          |          |          |          |          |          |  |  |  |  |
|  |  |        |        |        |        |        |        |                |                |                |                |                |                |              |              |              |              |              |              |          |          |          |          |          |          |        |        |        |        |        |        |        |        |        |        |        |        |        |        |        |        |  |  |  |  |  |  |        |        |        |        |        |        |      |      |          |          |          |          |          |          |    |    |          |          |          |          |          |          |  |  |  |  |
|  |  |        |        |        |        |        |        |                |                |                |                |                |                | 夕子         | 夕子         | 夕子         | 夕子         | 夕子         | 夕子         |          |          |          |          |          |          |        |        | さやか | さやか | さやか | さやか | さやか | さやか |        |        | 美和子 | 美和子 | 美和子 | 美和子 | 美和子 | 美和子 |  |  |  |  |  |  |        |        |        |        | 了子   | 了子   | 了子 | 了子 | 了子     | 了子     |          |          |          |          |    |    | クレア   | クレア   | クレア   | クレア   | クレア   | クレア   |  |  |  |  |
|  |  |        |        |        |        |        |        |                |                |                |                |                |                | 夕子         | 夕子         | 夕子         | 夕子         | 夕子         | 夕子         |          |          |          |          |          |          |        |        | さやか | さやか | さやか | さやか | さやか | さやか |        |        | 美和子 | 美和子 | 美和子 | 美和子 | 美和子 | 美和子 |  |  |  |  |  |  |        |        |        |        | 了子   | 了子   | 了子 | 了子 | 了子     | 了子     |          |          |          |          |    |    | クレア   | クレア   | クレア   | クレア   | クレア   | クレア   |  |  |  |  |
|  |  |        |        |        |        |        |        |                |                |                |                |                |                |              |              |              |              |              |              |          |          |          |          |          |          |        |        |        |        |        |        |        |        |        |        |        |        |        |        |        |        |  |  |  |  |  |  |        |        |        |        |        |        |      |      |          |          |          |          |          |          |    |    |          |          |          |          |          |          |  |  |  |  |
|  |  | 夕鬼丸 | 夕鬼丸 | 夕鬼丸 | 夕鬼丸 | 夕鬼丸 | 夕鬼丸 | 百目お兄ちゃん | 百目お兄ちゃん | 百目お兄ちゃん | 百目お兄ちゃん | 百目お兄ちゃん | 百目お兄ちゃん | 影お兄ちゃん | 影お兄ちゃん | 影お兄ちゃん | 影お兄ちゃん | 影お兄ちゃん | 影お兄ちゃん | 浅井夕那 | 浅井夕那 | 浅井夕那 | 浅井夕那 | 浅井夕那 | 浅井夕那 |        |        | 亜孔   | 亜孔   | 亜孔   | 亜孔   | 亜孔   | 亜孔   |        |        | 美弥   | 美弥   | 美弥   | 美弥   | 美弥   | 美弥   |  |  |  |  |  |  |        |        |        |        |        |        |      |      |          |          |          |          |          |          |    |    |          |          |          |          |          |          |  |  |  |  |

#### 協力者
名仏勇
心霊雑誌「怪奇と心霊」編集長。所轄の刑事。潜入捜査官。
一人娘（翔子）を妖鬼に殺された執念で、妖鬼を追い続けている。
鈴木良一
心霊雑誌「怪奇と心霊」記者。所轄の刑事。潜入捜査官。
神無月彩夏
心霊雑誌「怪奇と心霊」記者。
宇尾きりお
心霊雑誌「怪奇と心霊」記者。夕子担当。
神保
刑事。神保ゆみこの兄。
犬神龍彦（妖魔特捜ナイトセーバー）
公安調査局特務公安官。戦闘時は仮面ライダー風の強化服を装着する。硬派な外見に似合わず意外に女タラシな面が有り複数のヒロインと肉体関係を結んでいる。連載初期は夕子と良い仲で相思相愛っぽかったが、いつの間にか美和子とくっ付いた。美和子の事を高く評価している。美和子に結婚を迫られて満更でもない様子。
三田洋二郎や天音瑠々は元同級生。天音瑠々が開いた魔界への扉を通し魔界を覗き見した際に精神に異常をきたし入院することになる。その病院で美剣聖蓮と出会い、回復後は意気投合して公安調査局の同僚となる。聖蓮が初体験の相手である。
見城竜鬼
さやかと美和子の父。亜夜野と真夜香の幼馴染。
真夜香とは結婚はしていない。
ごく薄く「鬼の血」を受け継ぐ半妖怪。霊感は強いが霊力は無い。「鬼の血」を狙う半鬼に襲われそうになった。
沖田夕助
夕子の父。影が薄い。
亜夜野の担任教師。亜夜野と結婚した。
浅井努
さやかの夫。さやかが通っていた学園のクラス担任。心霊研究家。さやかが学校を卒業した後すぐ、さやかと結婚した。
実は妖鬼教団教祖・三田洋二郎の実兄。潜在能力は三田洋二郎より上。
さやかに殺害された。さやかは、死後3年間、夫の遺体を自宅に冷凍保存していた。
ヨゼフによってゾンビ化されて、真妖鬼教団の教祖に祭り上げられる。
ナディア・ムーンディト（ナディアセイバー）
了子の母。亜夜野の親友。ゴーストハンター。金髪・爆乳のアメリカ人。性行為に関して極めて奔放で開放的。
クレア・西條（幼魔特捜クレアセイバー）
了子の従姉妹。シンシアの娘。日本人の父とアメリカ人の母の間のハーフ。
シンシア・西條（シンシアセイバー）
ナディアの妹。クレアの母。アメリカ人。
天音瑠々（魔宝少女ウィッチーるる）
三田洋二郎と犬神龍彦の元同級生。また、犬神龍彦にとっての、初恋の女性。
魔界の陰謀に巻き込まれ、妹の瑠花（るか）を助けるため、「魔宝少女」となった。
天音瑠花（魔宝少女ウィッチーるか）
瑠々（るる）の妹。姉の瑠々（るる）と同様に、「魔宝少女」となる。
妖怪「影男」
夕子の助手。下級妖怪。潜入調査が得意な情報屋。夕子とのHを条件に夕子の使い魔になっている。夕子を妊娠させた。生まれた息子はS級妖怪。
妖怪「影男」（影お兄ちゃん）
夕子と影男の息子。S級の半妖怪。次男。妹・夕那にぞっこん。
妖怪「百目坊」
絶滅寸前の妖怪。子孫を残すため若い娘を生贄にしていた。夕子の胎内結界を破り妊娠させた。生まれた息子は妖怪世界を束ねる逸材に育ちつつある。
妖怪「百目坊」（百目お兄ちゃん）
夕子と百目坊の息子。S級の半妖怪。長男。妹・夕那にぞっこん。
基本的に心優しい性格で、「八ッ目翁」から夕子に自分の子も産んで貰いたい、と相談を受けたとき、自分を産まされたことで夕子が苦しんでいることを慮り、「八ッ目翁」に土下座して、これ以上母を苦しめてくれるな、とアタマを下げている。
妖怪「八ッ目翁」
絶滅寸前の妖怪。百目坊の系族。子孫を残すため、自らの子を産んでくれるセイバーを求めていた。
「百目坊Jr（百目お兄ちゃん）」に断られた後、さやかに対して、「（夕子に）子供を産んで貰う代わりに、命に代えても、夕子の失われた霊力を回復させる」と言う約束を交わし、さやかのお膳立ての元、夕子と交わった。途中で寿命が尽きかけるが、マジカルナース4号のサポート（夕子は最初は嫌がっていたが、不妊に悩むさやかの為に、途中から妊娠を受け入れていた）を得て、夕子は女の子（浅井夕那）を出産する。尚、夕那を出産することにより、以後、夕子は、強い悪意を持つ妖怪を除き、「妖怪世界」から祝福される存在となった。
妖怪「れんれん」
夕子の助手。座敷童。眼鏡っ娘。
貞奴八彦（Dr.貞奴）（さだやつ）
夕子の助手。夕子のストーカー兼情報屋。
殺された後、ヨゼフによってゾンビ化された。（ヨゼフ自身も既にゾンビ化している）
ガラッパと合体して、「Dr.貞ラッパ」になった。
田端恵子（人妻戦士スーパーケイコ）
人妻。正義の味方。
三ノ宮ますみ（旧姓：坂下ますみ）
三ノ宮病院に勤める美少女好みの主婦ナース。倭守龍牙を女体化する計画に協力する。
吉川静香
三ノ宮病院に勤めるショタコンナース。倭守龍牙を女体化する計画に協力する。
三ノ宮舞菜（マジカルナース1号）
かつて政界の黒幕だった三ノ宮病院の院長の実兄の孫娘。正義の味方。美和子のライバル兼悪友的存在。
霊力を失っていた美和子にマジカルナース（二代目２号）の力を授ける。また、倭守龍牙を女体化する計画に協力する（発案者？）。
杉田遥（マジカルナース3号）
看護婦。正義の味方。
加納由加利（マジカルナース4号）
看護婦。正義の味方。夕子の夕那出産を、サポートした。
九条みいな（マジカルポリス）
魔法警察婦警。正義の味方。
山田次郎丸
500年前の少年剣士。夕鬼丸の父親。
夕子が500年前にタイムスリップして、「幽虎」（再成バージョン）と合体している時の、初体験（処女姦）の相手（このとき、夕子は鬼の肉体を元に復活再成していた為、処女に戻っていた）。
夕鬼丸
夕子が500年前にタイムスリップして、「幽虎」（再成バージョン）と合体している時に出産した子供。
普通の人間相手に普通にエッチして妊娠したという、夕子にとって今までで最も幸せな状況での妊娠となった。出産の翌日、急成長し１１歳くらいの美少年鬼になった。
500年後（現代）に夕子が「半鬼」を倒すことを察知して、その日のために、自らの肉体をその場に連れて行く様に、子孫に伝え続ける。
山田虎次郎
次郎丸の子孫。先祖の言い伝えに従い、夕鬼丸の肉体を、夕子が「半鬼」と対峙する場所に連れて行く。
安田みつる
さやかの同級生。大谷の親友。さやかが15歳の時に出来た、初めてのボーイフレンド。さやかの不妊の呪いを解く為に、魔王（ベールゼブブ）に自らの魂を差し出す。
大谷慎吾
さやかの同級生。安田の親友。さやかが15歳の時に出来た、初めてのボーイフレンド。さやかの不妊の呪いを解く為に、魔王（ベールゼブブ）に自らの魂を差し出す。
尚、この安田と大谷の「死」は、さやかと浅井努の心に、重い十字架として、のし掛かることになった。
黒姦獣
Ｙ県Ｔ郡の黒犬村に立つ洋館「黒獣館」に棲む妖怪。一度、この「黒獣館」に入れられたセイバーは、この黒姦獣を打ち倒さない限り、館から出ることが出来ない。
夕子の曾祖母である、蓮菊も若い頃、この館に束縛されていた。夕子も、15歳の時、ジョオジョオとの恋煩いを治療するために、この館に預けられ、地獄の「性修行」をさせられている。

### 妖鬼教団
魔界と現世界を融合させた「暗黒の楽園」を建設することを目的とする邪教集団。天音瑠々が開いた魔界への扉を通し魔界を覗き見し、その瘴気に魅せられた三田洋二郎によって結成された。夕子の因縁の宿敵。

その後、教団は、「魔」が祝福される日まで活動を休止して地下に潜伏することを選んだ主流派と、その主流派に不満を持ち今すぐ事を構えようとする急進派「真・妖鬼教団」とに、分裂した。

#### 主流派
初期シリーズの宿敵。Ｗシリーズでは、地下に潜伏し、表立っては活動していない。
三田洋二郎（妖鬼）
妖鬼教団教祖。犬神龍彦の元親友。天音瑠々の元同級生。ヨゼフ・アスタロテに師事し、ヨゼフ・アスタロテが美剣神社の襲撃に失敗し倭守亜夜野・夕子の母娘コンビに倒された後、三田村道元と新田雄三と共に、教団を立ち上げる。
正体を隠して夕子に近づき肉体関係を持ち、夕子を生け贄にしようとするが、その時、夕子を救出しに来た犬神龍彦と再会し、元親友同士が敵味方に分かれた状況で再開を果たすことになった。
三田村道元
妖鬼教団の幹部。魔道士。学者出身らしく研究熱心な男で、夕子や美和子達倭守一族の霊力やマスターパワーを無力化したり、胎内結界を破る罠の開発に務めている。この三田村の「悪知恵」の前に、夕子や美和子は苦戦を強いられる。特に、夕子は、もう少しで獣魔に「ぎぃひゃあああ」と妊娠させられる寸前まで追い詰められた。（もっともこの時は、夕子は、咄嗟に獣魔より前に助手の妖怪である「影男」の精を受胎し、「影男Jr（影お兄ちゃん）」を先に出産することで、ピンチを凌いでいる。）
新田雄三（鬼幻羅）
妖鬼教団の幹部。邪来魔道士。夕子の精神を犯した。
邪獣鬼
妖鬼教団の幹部。邪来魔操師。

#### 急進派（真・妖鬼教団）
主流派に不満を持ち今すぐ事を構えようとする急進派。教団をまとめる為、さやかの夫であり三田洋二郎（妖鬼）の実兄でもある浅井努に目をつけ、教団の教祖に祭り上げる。実は、夕子によって、妖鬼教団壊滅作戦を進める為の前線基地として、この教団の弱小支部の１つが乗っ取られている。
浅井努
真妖鬼教団の教祖。主流派教団の教祖・三田洋二郎（妖鬼）の実兄。
教祖就任後、妻のさやかが身を寄せているジドムの本部を電撃（アポ無し）訪問する。
（上記の登場人物・協力者の欄の浅井努を参照。）
三田村荘太
三田村道元の息子。妖鬼教団使徒見習い。志津水姫に恋心を抱いている。父親の三田村道元が主流派のＮｏ２の為、「実は主流派のスパイじゃないか」と真妖鬼教団幹部の間で、噂されている。
妖怪「カラス翁精」
妖鬼教団使徒。邪来魔従師。S級妖怪。三田村荘太のお目付け役。三田村荘太同様、「実は主流派のスパイじゃないか」と真妖鬼教団幹部の間で、噂されている。
カラス翁精自身、倭守夕子の様な強力な敵（ヒロイン）と戦うことを好む獰猛な性格をしており、活動を休止するという主流派の方針には不満を持っている。そのため、お目付けの三田村荘太が水姫に恋心を抱いていることを知っていても、強く諫めないでむしろ事態を面白がって静観している。
井上支部長
妖鬼教団の弱小支部の低級幹部だったが、教団への潜入工作を進める夕子のサポートで幹部に昇格する。
実は、癌で病死した妻をゾンビとして蘇らせる為、夕子の生き肝を狙い命を狙っていた。しかし、夕子はジドムからの情報提供（密告）と妖怪「貞ガラッパ」との先約によって難を逃れる。夕子が「死人憑き」で井上支部長の妻を蘇らした後は、夕子の忠実な部下となる。
ヨゼフ・アスタロテ・大崎
西洋黒魔術の魔道師。黒十字会が滅んだ後、新たな教団を立ち上げるために日本に来た。表向きは、夕子の中学校の英語教師。
妖鬼教団を立ち上げる前の三田洋二郎の師匠。
1000年前に魔法界から追放された犯罪者の末裔。
黒魔術でゾンビを作ることができる。
美剣神社を襲い、大妖怪「一眼鬼」を蘇らせようとするが、失敗する。
一度は当時中学生だった夕子を捕らえることに成功するも、娘の夕子を救出に来た倭守亜夜野の計略にハマり、結局は亜夜野・夕子の母娘コンビに倒され、魔力を封印され、強制帰国させられる。
亜夜野に倒されてから６年後、自殺しゾンビになり、再び日本に来て真妖鬼教団に協力する。浅井努をゾンビ化して、蘇らせる。
しかし、最後には、夕子に籠絡された墓田はじめの裏切りに遭い、夕子に浄化滅殺される。
墓田はじめ
妖鬼教団の奥多摩支部教会の少年使徒。ヨゼフの弟子。子供とは思えない程、用心深く沈着冷静な性格。一度は黒魔導法「ヘルハウス」で夕子を捕らえることに成功するが、逆に夕子に籠絡され、ヨゼフを裏切って、夕子の部下になる。密かに自分の父親と夕子の婚姻届を役所に提出し、夕子を名実共に自分のママにする計画を企んでいる。

### ジドム結社
世界征服を企む悪の株式会社。妖怪とバイオ科学の融合の研究をしている。高宮製薬グループ「高宮バイオ」と「黒十字製薬」を吸収して設立。

世界征服の邪魔になる妖鬼教団と倭守一族を滅ぼそうと画策している。情報収集能力は極めて優秀であり、妖鬼教団や倭守一族の内部情報を極めて詳細に調べ尽くしている。
実は、犬神龍彦が装着するナイトメイルや、政府（公安）保有の対魔獣兵器は、そのほとんどがジドム製。このため、妖鬼教団と決着が着くまでは、公安や犬神は、ジドムには手が出せない（倭守一族・族長である真夜香の前で犬神が断言）。
倭守一族を滅ぼすため偽セイバーであるフェアリィハンターを創った。
神保ゆみこ（サイコ特捜フェアリィハンター）
人妖。倭守一族を滅ぼすためにジドムによって創られた後天的な夕子のクローン。16歳の夕子を犯し夕子の卵子を奪ったクローン妖怪と遺伝子レベルで融合したため夕子そのものの姿形になった。霊力も妖力も使える。いずれ夕子を超える力を獲得すると言われている。
妖怪と合体しているため、妖力催眠・妖怪毒・妖怪細菌への耐性が有る。
本質的には善人。ジドム結社が悪の組織であることは自覚しており、割り切っている。
岩瀬係長
神保ゆみこの上司。
ゆみこ同様、本質的には善人と思われる。
本部長
人造人間。冷酷非情な男。
妖怪「半鬼」
身体の右半分が人間の男、左半分が鬼の姿、と言う奇怪な姿をしている。その正体は５００年前に、究極邪悪な栄達術「鬼喰いの儀」を行い失敗した水蓮行者（本名：大伴十四郎）の成れの果ての姿。右半分の人間が水蓮行者、左半分の鬼が人喰い鬼「幽虎」。
完全な姿「反鬼」になるため、鬼の血を引く男児を狙っている。「反鬼」になるためには、高位の霊力を持つ巫女と初体験した鬼の血を引く男児の血を、初体験後最初の満月の日の夕暮れまでに、吸う必要がある。このため、チャンスは数十年に１回くらいしか無い。夕子の母親・倭守亜夜野と現族長の真夜香が１５歳の時、見城竜鬼を狙って失敗。その直後、自分の出身村である狗神村と、村に保存されていた文献・古文書を、亜夜野と真夜香と当時留学生として亜夜野達の隣のクラスに来ていたナディア・ムーンディトの力を利用して、隠滅する。
その２５年後、夕子達の世代になり今度は見城竜鬼の娘である浅井さやかの子（亜孔）に目をつけて、ジドムと契約する。
真妖鬼教団の教祖・浅井努がジドム本部を電撃訪問した時、真妖鬼とジドムが手を組み、自分との契約が反古にされるのを恐れ、倭守夕子の魂を過去に送り、自身の記憶の封印を解こうとする。その結果、夕鬼丸の肉体を得てパワーアップした夕子に滅ぼされる。

### その他
人魔様
祟り神。
番外地玉之助
日本一の変態。
高宮製薬の大株主。
人面犬「杉丘」
表向きは亜夜野のペット。実は亜夜野が人面犬のペット。
ジョーゼフ・ジョースティー（ジョウジョウ）
黒十字会。
英国首相暗殺を企んで来日したが、亜夜野とナディアに邪魔された。腹いせに亜夜野とナディアの無修正Hビデオと個人情報を全世界に流出させた。
ジョナスン・ジョースティー（ジョオジョオ）
夕子の初恋の男。ウーサー騎士団の神父。
ジョーゼフ・ジョースティーの息子で、黒十字会の最後の生き残り。
ヨゼフの弟子。復讐に燃えるヨゼフの依頼により、倭守一族を滅ぼすため、夕子に近づき誑し込んだ。亜夜野とナディアと夕子を公衆の面前で辱めた。ヨゼフの依頼は夕子を殺すことだったが、夕子に惹かれてしまったため、殺さずに辱めるだけで済ませた。
人喰い鬼「幽虎」
夕子の時代の５００年前の強力な力を持つ鬼。「半鬼」の左半分。
本来は水蓮行者程度の力では抑え付けることが出来ない程の強力な力を持っているが、邪技「鬼喰いの儀」に目をつけ、適度に弱く儀式に相応しい鬼のふりをして、自分を喰わして「半鬼」となり、その後、水蓮行者（人間）の心と魂を乗っ取り、「反鬼」になることを狙っていた。
水蓮行者
５００年前の行者。本名、大伴十四郎。「半鬼」の右半分。
我が身の栄達の為に、「幽虎」に妻子を喰わせて使役し、その「幽虎」の血肉と生首を喰らおうとする（実は、完全に「鬼の心」に成り切れておらず、心中、自分の妻子を生け贄にしてしまったことに後悔の念と罪悪感をもっていた）。
物語では、「幽虎」の使役中に、５００年後の未来（現代）からやって来た夕子の魂が「幽虎」と合体してしまった為、鬼娘のコスプレ（狐賺婦麗）をした巨乳美女を使役することになった。
ベールゼブブ（魔王十帝「蝿の王」）
魔界では、大悪魔王サタン・ルシフェルに次ぐ実力者。北方魔王。
倭守さやかが15歳の時、担任教師の浅井努の魔力を確認しようとした際に、浅井努の降魔術によってさやかの前に降臨し、さやかを犯す。さやかに不妊の呪いが掛けられていること、その解呪の為には将来の夫（浅井努）を殺し「亜孔」を産み落とさなければならないことを、預言する。預言の対価として、（15歳当時の）さやかにとって、「命よりも大切なモノ」２つ（実は、当時のさやかのボーイフレンド達の魂）を貰い受けることを告げる。
亜孔
表向きは、倭守一族の始祖・麗夕の夫で、麗夕と共に倭守一族を創始した、と伝えられている。
真の亜孔は、魔王ベールゼブブさえ上回る世界を滅ぼしかねない力を持ち、麗夕を犯し子を産ませた魔神で、麗夕によって、封印されし存在。
物語では、さやかの不妊の呪いを利用してさやかの子供として、再び現世に生誕している。

### 登場する組織やグループ
倭守一族
上記の倭守一族の節を参照。
三ノ宮病院
浅井さやかやマジカルナース達が勤める病院。
ウーサー騎士団
英国・国立国教会。
倭守一族と協力関係に有るが、第二次大戦で倭守一族の里が爆撃を受けたのはウーサー騎士団の裏切りだと倭守一族は思い込んでおり、一時険悪になっていた。
妖鬼教団
上記の妖鬼教団の節を参照。
秘密組織ジドム結社
上記のジドム結社の節を参照。

## 関連単行本一覧

### 本編
物語のメインである、倭守一族と妖鬼教団、ジドムとの戦いを描いた作品。及び、ヒロイン達の生い立ち等、作品の基本設定が明らかにされている作品。

#### メインヒロイン（倭守一族）達が活躍する作品（発表年次順）
- あの娘にラブコール（短編集。内、シリーズの初め二話を収録）（1993年）（フランス書院）
- 精霊特捜フェアリーセイバー 天女魔闘編（富士美出版）（シリーズ初め2話はあらすじのみ）
- 精霊特捜フェアリーセイバー 結集天女戦隊編（富士美出版）
- 精霊特捜フェアリーセイバー 影闘編（富士美出版）
- 精霊特捜フェアリーセイバー VS.編（富士美出版）
- 精霊特捜フェアリーセイバーV（富士美出版）（1996年）
- 精霊特捜フェアリィセイバー（1990年代の分を再構成して再版）（2002年）（以下久保書店が続く）
- 精霊特捜フェアリィセイバーEX（1990年代の分を再構成して再版）
- 精霊特捜フェアリィセイバー 淫蟲事件
- 精霊特捜フェアリィセイバー 白い病棟
- 精霊特捜フェアリィセイバー 天狗団の陰謀
- 精霊特捜フェアリィセイバーW 淫魔狩り（オール書き下ろしシリーズとしての開始）
- 精霊特捜フェアリィセイバーW 淫獄城
- 精霊特捜フェアリィセイバーW 聖母淫虐
- 精霊特捜フェアリィセイバーW 狗神と陰乳
- 精霊特捜フェアリィセイバーW 死霊姦の罠
- 精霊特捜フェアリィセイバーW 聖なる魔処女
- 精霊特捜フェアリィセイバーW 恋獄殺人狂
- 精霊特捜フェアリィセイバーW 半神半鬼
- 精霊特捜フェアリィセイバーW 麗しき鬼姫
- 精霊特捜フェアリィセイバーW 堕胎怨霊
- 精霊特捜フェアリィセイバーW セーラー服とナース
- 精霊特捜フェアリィセイバーW 魔女の乳房（冒頭48ページの書き下ろし分のみ、フェアリーセイバー作品。）
- 精霊特捜フェアリィセイバーW 黒姦獣
- 精霊特捜フェアリィセイバーW ドラゴン淫殺
- 精霊特捜フェアリィセイバーW 淫欲の地獄
- 精霊特捜フェアリィセイバーW 屍と幽霊と裸体
- 精霊特捜フェアリィセイバーW 処女狩り
- 精霊特捜フェアリィセイバーW 失楽艶
- 精霊特捜フェアリィセイバーW 媚獣殺し
- 精霊特捜フェアリィセイバーW 女犯村事件
- 精霊特捜フェアリィセイバーW 魔羅蜜教の陰謀（2013年。以上、久保書店）
- 精霊特捜フェアリィセイバーRF 姦淫の楽園（初期の人気エピソードをフルカラーでリメイクした物。ストーリーは同じ）

#### 関連ヒロイン達（美剣、菅沼、等）が活躍する作品
- 精霊探偵フェアリィセイント
- 精霊特捜フェアリィセイバーW 汚れた裸神（魔女のエピソード）
- 精霊特捜フェアリィセイバーW 狼と桃尻娘（ＶまたはＥＸより過去の時点の公安戦闘部隊。美剣全裸祭りへ）
- 精霊特捜フェアリィセイバーW 美剣全裸祭り（狼と桃尻娘、夕子関係ではドラゴン淫殺、から）
- 精霊特捜フェアリィセイバーW 痴女志願（美剣全裸祭りの続き。屍と幽霊と裸体へ）

### 外伝
本編の流れとは基本的に関係ない、独立したエピソードが描かれている作品。
ただし、のちの時代の作品については、シリーズ継続中のためもあって微妙。

### のちの時代の作品
形は本編のはるか後の後日談であるが、本編の謎と流れへの関連が示唆されるもの。（2018年現在）
- 鬼魔神戦美弥の鎮根記（虹の旅出版）（2006）
- 聖霊特捜フェアリーセイヴァー　シリーズ（電子書籍）（2017年から）

本編の出版が「魔羅蜜教の淫謀」(2013)の後でストップしたたため同人扱いで別の流れを始めたもの。

#### メインヒロイン（倭守一族）達が活躍する作品
- 精霊特捜フェアリィセイバーW 外伝 媚戯妊具
- 精霊特捜フェアリィセイバーW 妖艶天女伝
- 精霊特捜フェアリィセイバーF（1）「淫霊島 秘伝」（電子書籍）

#### 関連ヒロイン達（美剣、菅沼、等）が活躍する作品
- 幼怪斬剣フェアリィソード
- 幼魔特捜クレアセイバー
- 魔女っ子姉妹ウィッチーるる&るか
- 精霊特捜フェアリィセイバーW アンデッド・レイプ

### 番外編的作品
- あの娘にラブコール
- フェアリーセイバー VS グランバス

### 関連作品
- 「魔法の看護婦マジカル・ナース」シリーズ
- 「人妻戦士ケイコさん」シリーズ
- 「鋼鉄魔神グランパス」シリーズ
- 「魔法の警察マジカル・ポリス」シリーズ
- 「姫忍・舞影」
- 「転身巫女椎菜」